# Småtjärnarna (Hällesjö socken, Jämtland, 698004-152899)
Småtjärnarna är en sjö i Bräcke kommun i Jämtland och ingår i Indalsälvens huvudavrinningsområde.